# Shirley Thomas
Shirley Thomas (Shirley Anne Thomas; * 15. Juni 1963 in Lambeth, London) ist eine ehemalige britische Sprinterin.
Die Vizejunioreneuropameisterin über 100 Meter von 1981 kam ein Jahr später über dieselbe Distanz bei den Leichtathletik-Europameisterschaften in Athen ins Halbfinale und gewann mit der britischen Mannschaft Silber in der 4-mal-100-Meter-Staffel.
Bei den Leichtathletik-Weltmeisterschaften 1983 schied sie erneut über 100 Meter im Halbfinale aus und errang in der Staffel eine weitere Silbermedaille.
1984 gelangte sie bei den Olympischen Spielen in Los Angeles ins Viertelfinale.

## Persönliche Bestzeiten
- 60 m (Halle): 7,43 s, 26. Januar 1985, Cosford
- 100 m: 11,31 s, 3. Juli 1983, Hendon
- 200 m: 23,36 s, 10. Juni 1984, Gateshead